# Yomitan
Yomitan (読谷村?) è un villaggio giapponese della prefettura di Okinawa.

## Geografia
Yomitan si trova sulla costa occidentale della parte centrale dell'isola di Okinawa. Il villaggio è legato a nord da Onna, a est dalla città di Okinawa, a sud da Kadena, e a ovest dal Mar Cinese orientale.
Il 31,5% della superficie terrestre è suddivisa in zone per l'agricoltura, il 35,7% è suddivisa in zone forestali, il 12,3% è suddivisa in zone per le abitazioni e il restante 20,6% è suddivisa in zone per altri usi.